# 點斑南鰍
點斑南鰍（學名：Schistura maculosa）為輻鰭魚綱鯉形目條鰍科南鰍屬的其中一種。分布於亞洲印度米佐拉姆邦Tuingo 及Pharsih河流域，體長可達7.6公分，棲息在河川底中層水域，生活習性不明。